# Brynica
Brynica (německy Brinitz) je řeka ve Slezském vojvodství v Polsku. Má délku 54,9 km, pramení v obci Mysłów u Průgu Woźnického ve výšce přibližně 350 m n. m. a povodí řeky zabírá plochu 483 km². Řeka je hlavním přítokem Černé Przemszy.

## Průběh řeky
Řeka protéká výhradně Slezským vojvodstvím. Její prameny se nacházejí v obci Mysłów, u Průgu Woźnického. Protéká obcemi: Koziegłowy, Siewierz, Mierzęcice, Miasteczko Śląskie, Świerklaniec, Bobrowniki, Piekary Śląskie, Siemianowice Śląskie, Czeladź, Sosnowiec, Katowice a Mysłowice. Řeka ústí do Černé Przemszy nedaleko Mysłowic, na hranici se Sosnowcem, a nese průměrný průtok 3,7 m³/s.

## Přítoky
Mezi přítoky Brynice patří potok Czeczówka, potok Jaworznik, Rów Michałkowický, potok Ożarowický, potok Rawa, druhý Rów, potok Szarlejka, Rów Śmiłowského, Rów Świerklanecký, potok Trzonia, potok Wielonka a Rów Východní.

## Historický význam

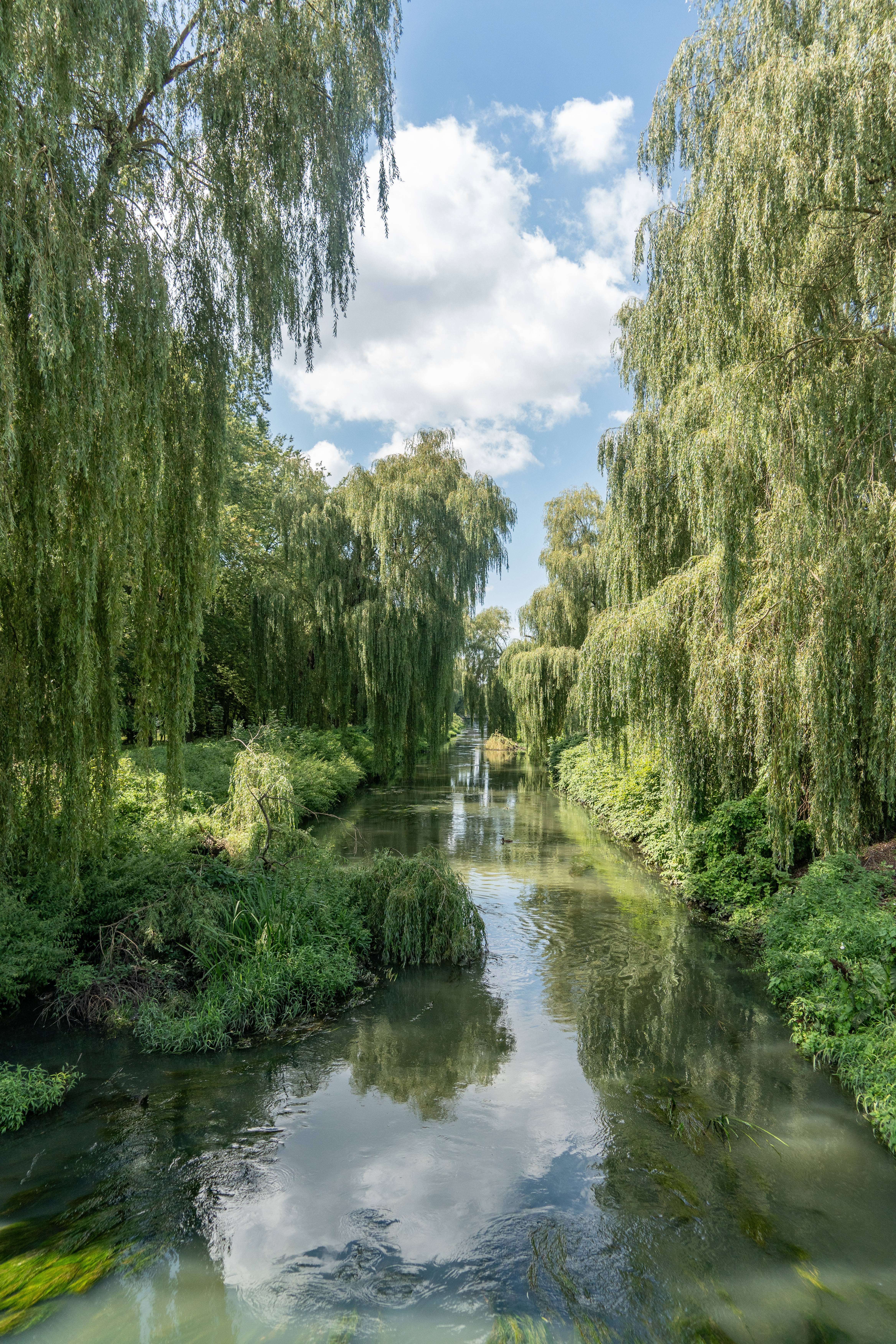
Brynica v Sosnowci

Brynica historicky sloužila jako hranice mezi Slezskem a Malopolskem. V roce 1443 vymezovala hranici mezi knížectvím Siewierz, které bylo zakoupeno krakovským biskupem Zbigniewem Oleśnickým, a Těšínským knížectvím, patřícím k Českému království. Během slezských válek (1740–1763) určoval tok Brynice státní hranici mezi Pruským královstvím a knížectvím Siewierz, které bylo v roce 1790 začleněno do Polsko-litevské unie, později tvořilo součást Varšavského knížectví (1807–1815) a poté bylo po Vídeňském kongresu v roce 1815 anektováno Ruským impériem. V letech 1918–1922 sloužila jako část polsko-německé hranice. Po hornoslezských povstáních, dne 20. června 1922, podle ustanovení Ženevské konvence o Horním Slezsku ze dne 15. května 1922, polské jednotky pod velením generála Stanisława Szeptyckého překročily most přes Brynici mezi Szopienice a Sosnowiec, čímž převzaly východní část Horního Slezska pod polskou správu. Jeden z povstalců, Janusz Howaniec, symbolicky zlomil řetězy podrobení – tento okamžik je připomínán pamětní deskou.